# El Lenguaraz
El Lenguaraz es una localidad del partido de Lobería, al sur de la provincia de Buenos Aires, Argentina.
La localidad llegó a tener 180 habitantes, y un destacamento policial, aunque en el último censo su población fue contabilizada como población rural dispersa. Actualmente cuenta con una estación de ferrocarril y una escuela primaria.

## Toponimia
Su nombre se debe a que así se llamaba a la persona que servía de intérprete entre los colonos y los indios. 

## Distancias
17 km a Lobería.
- Datos: Q2437277